# Sommet Tabulaire
Il Sommet Tabulaire è un massiccio roccioso nel quale sorge la più alta elevazione della Guyana francese.
Si trova nel Massiccio della Guiana, e culmina agli 830 m del Monte Itoupè.